# Bouzetia maritima
Bouzetia maritima là một loài thực vật có hoa trong họ Cửu lý hương. Loài này được Montrouz. mô tả khoa học đầu tiên năm 1860.